# Scott Fellows

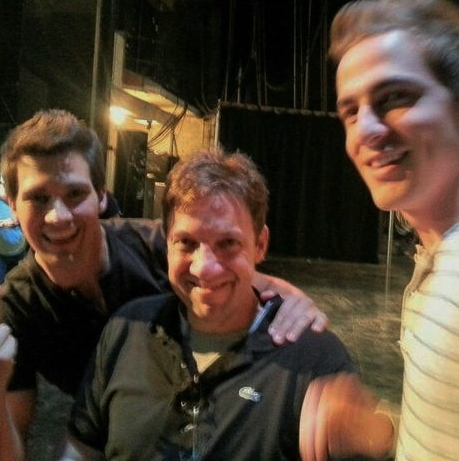
Scott Fellows (2016)

Scott Fellows (* 28. September 1965 in New Haven, Connecticut) ist ein amerikanischer Fernsehproduzent und Drehbuchautor.
Er ist der Schöpfer der Serien Neds ultimativer Schulwahnsinn, Johnny Test, Big Time Rush und 100 Dinge bis zur Highschool.

## Karriere
Fellows wirkte zuerst bei der Zeichentrickserie Cosmo & Wanda – Wenn Elfen helfen mit und wurde dafür für den Emmy Award nominiert, 2004 erdachte er die Fernsehserie Neds ultimativer Schulwahnsinn. Seit 2005 arbeitet Fellows an seiner Zeichentrickserie Johnny Test mit.